# 雪莎

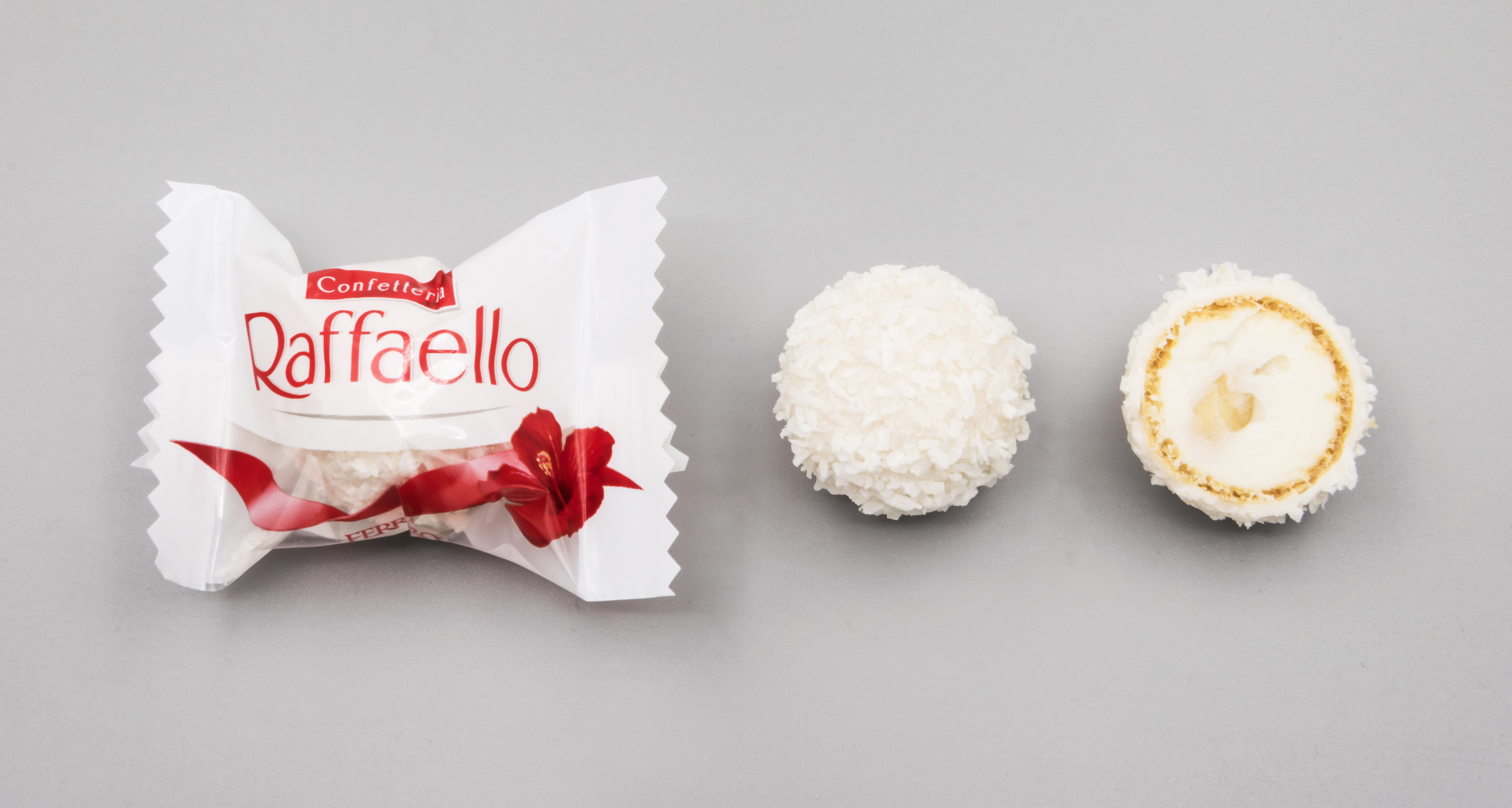
拉斐爾椰子美點

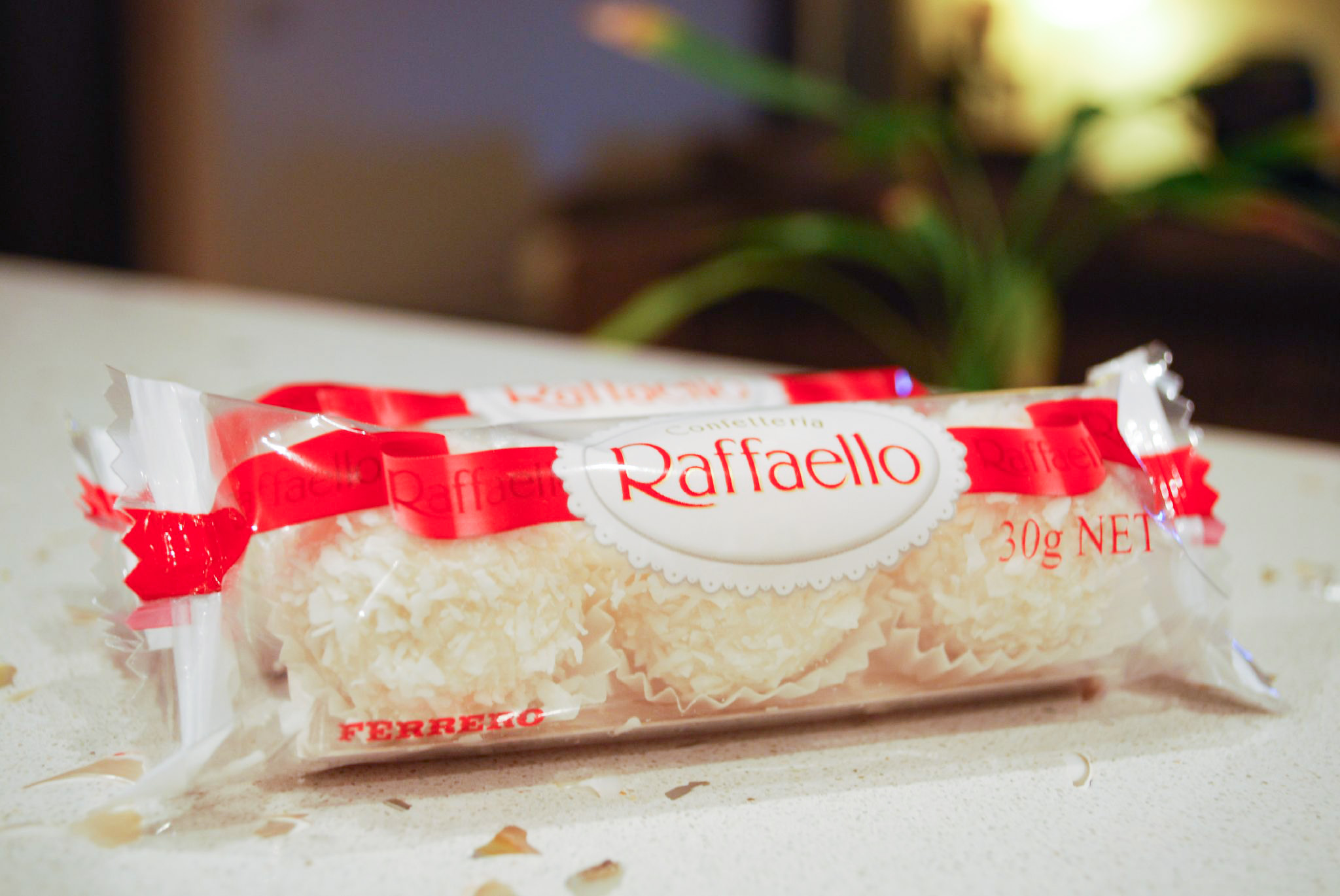
拉斐爾椰子美點（Raffaelllo）

拉斐爾椰子美點（Raffaello），又名雪莎，由義大利糖廠費列羅公司所生產的一項椰子甜點產品，另一名稱為拉斐爾巧克力。拉斐爾椰子美點與金莎的製作模式相似，但配料不同。巧克力內含有原粒杏仁，巧克力表面由大量椰絲包裹，所以外觀類似糯米糍。

## 外部連結
1. ↑  .   [2016-01-09]. （原始内容存档于2019-07-14）.
2. ↑  .   [2016-02-25]. （原始内容存档于2018-09-27）.